# Gubbagod, Siddapur
Gubbagod là một làng thuộc tehsil Siddapur, huyện Uttara Kannada, bang Karnataka, Ấn Độ.